# Silvermines
Silvermines (irl. Béal Átha Gabhann) – wieś w Irlandii w hrabstwie Tipperary, położona w pobliżu gór Silvermines, niedaleko miasta Nenagh.
Jej nazwa nawiązuje do górniczej przeszłości osady. W przeszłości mieściła się tutaj jedna z największych kopalni srebra w Europie. Pierwsze wzmianki o wydobyciu pochodzą z XIII wieku. W XIX i XX wieku wydobywano tu głównie cynk i ołów. Obecnie nie prowadzi się w Silvermines działalności wydobywczej.